# Calathea misantlensis
Calathea misantlensis är en strimbladsväxtart som beskrevs av Lascur. Calathea misantlensis ingår i släktet Calathea och familjen strimbladsväxter. Inga underarter finns listade.